# Meloetyphlus fuscatus
Meloetyphlus fuscatus is een keversoort uit de familie van oliekevers (Meloidae). De wetenschappelijke naam van de soort werd in 1872, tegelijk met die van het geslacht, waarvan dit de typesoort is, gepubliceerd door Charles Owen Waterhouse.